# Chancengleichheit
Chancengleichheit bezeichnet in modernen Gesellschaften das Recht auf einen gleichen Zugang zu Lebenschancen. Dazu gehört insbesondere das Verbot von Diskriminierung beispielsweise aufgrund des Geschlechtes, des Alters, der Religion, der kulturellen Zugehörigkeit, einer Behinderung oder der sozialen Herkunft, das in den Menschenrechten festgeschrieben ist.
Während in der Natur Chancen nach statistisch beschreibbaren Regeln, per Zufall oder über die Macht des Stärkeren / Ersteren / Angepasstesten (englisch fittest) verteilt werden, werden Chancen in menschlichen Gesellschaften durch Menschen reguliert. In den Bemühungen um Chancengleichheit drückt sich das Verständnis von Gerechtigkeit als Demokratie aus. Mangelnde Chancengleichheit wird als ungerecht empfunden und kann den sozialen Frieden gefährden.

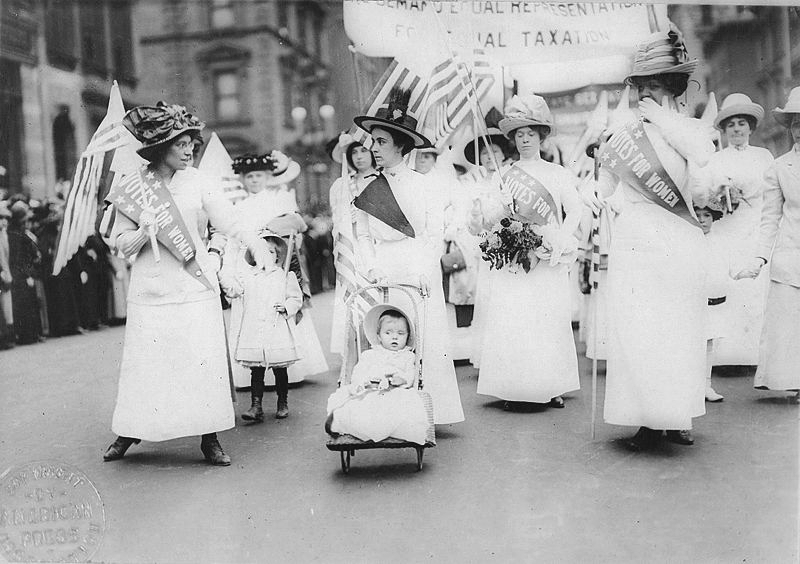
1912: Suffragetten protestieren für die Chancengleichheit von Frauen.

## Chancengleichheit und das deutsche Grundgesetz

### Chancengleichheit der Menschen
Im Artikel 3 Absatz 3 des deutschen Grundgesetzes heißt es: „Niemand darf wegen seines Geschlechts, seiner Abstammung, seiner Rasse, seiner Sprache, seiner Heimat und Herkunft, seines Glaubens, seiner religiösen oder politischen Anschauungen benachteiligt oder bevorzugt werden. Niemand darf wegen seiner Behinderung benachteiligt werden.“
Adressat dieser Norm ist die öffentliche Gewalt, wie etwa Gerichte und Behörden. Im privaten Bereich regeln Bestimmungen wie das Allgemeine Gleichbehandlungsgesetz die Chancengleichheit.
Bei Stellenbesetzungen, insbesondere auch im öffentlichen Dienst, bezieht sich das Diskriminierungsverbot allerdings lediglich auf ein Verfahren mit Ausschreibung sowie auf den Ausschreibungstext selbst, nicht auf die Auswahl der Bewerber. Da in einigen Bereichen in der Regel Stellen ohne Ausschreibung vergeben werden, können Arbeitgeber daher weiterhin nach Belieben diskriminieren, ohne dass diese Diskriminierung Gegenstand des Allgemeinen Gleichbehandlungsgesetzes wird.

### Chancengleichheit der Parteien
Im deutschen Verfassungsrecht spielt der Grundsatz der Chancengleichheit der politischen Parteien eine wichtige Rolle. Er ist vom Bundesverfassungsgericht aus der Zusammenschau der Artikel 3, 21 und 38 des Grundgesetzes entwickelt worden und hat seinen Niederschlag in den Regelungen des Parteiengesetzes und der Wahlgesetze gefunden.
Die Chancengleichheit der Parteien ist eine Voraussetzung für den demokratischen Rechtsstaat. Denn in ihm wird in freien Wahlen eine Entscheidung der Wahlbürger herbeigeführt, die nicht einseitig zugunsten bisher erfolgreicher Parteien verfälscht werden darf. Besondere Konfliktfälle haben sich in der Praxis in Deutschland wiederholt im Zusammenhang mit dem Wahlrecht, mit der Parteienfinanzierung und mit dem Zugang zu Wahlwerbesendungen (Parteiensendungen) in Rundfunk und Fernsehen ergeben.

## Ideologische Positionen zur Idee der Chancengleichheit
Chancengleichheit ist ein zentrales Ziel des Liberalismus. Im Unterschied zum Sozialismus, der eine Gleichheit im Ergebnis anstrebt (Ergebnisgleichheit), fordern Liberale gleiche Rahmenbedingungen und gleiche Aufstiegschancen. Man spricht daher im Liberalismus auch von Startchancengleichheit.
Startchancengleichheit herrscht dann, wenn die um ein Gut oder eine Position Konkurrierenden weder strukturell noch interaktionell diskriminiert werden.
Die Frage ob tatsächlich Startchancengleichheit gegeben ist, lässt sich oft schwer beantworten. Treten Jungen etwa heute deswegen seltener aufs Gymnasium über als Mädchen, weil die Grundschullehrerinnen sie diskriminieren oder weil sie nicht so gut in der Schule sind – und wie beeinflusst eines das andere? Nehmen Frauen seltener Führungspositionen ein als Männer, weil sie diskriminiert werden oder weil Frauen diese seltener anstreben – und wie beeinflusst das eine das andere?

## Chancengleichheit und Barrierefreiheit

Signet von Inclusion Europe für Texte in leichter Sprache

Oft wird zwischen formaler Chancengleichheit und der weitergehenden Barrierefreiheit unterschieden. Wenn etwa ein Bewerbungsgespräch im zehnten Stock eines Hauses ohne Aufzug stattfindet, so herrscht formale Chancengleichheit für Menschen, welche einen Rollstuhl benutzen. Es herrscht jedoch keine Barrierefreiheit. Barrierefreiheit bezeichnet eine Gestaltung der Umwelt in der Weise, dass sie von allen Menschen genutzt werden kann. Ursprünglich bezog sich das auf die bauliche Umwelt (barrierefreies Bauen). Heute heißt es:

„Die Umwelt soll so gestaltet sein, dass sie die Bedürfnisse aller Menschen berücksichtigt. Keine Personengruppe soll aufgrund einer bestimmten Gestaltung von der Nutzung ausgeschlossen werden. Dieses Verständnis der Barrierefreiheit wird auch ‚Design für alle‘ oder ‚universelles Design‘ genannt.“

Barrieren können dabei nicht nur baulicher Natur sein. So kann zum Beispiel eine bestimmte Sprache Personen mit besonderen Bedürfnissen, Menschen aus ethnischen Minderheiten oder aus den unteren Schichten ausschließen (siehe auch: leichte Sprache). Eine Überbetonung schriftlicher Informationen kann funktionale Analphabeten ausschließen.

### Der Habitus als Barriere
Das Habituskonzept entwickelte der Soziologe Pierre Bourdieu vor allem in seinem auf umfangreichen empirischen Untersuchungen beruhenden Hauptwerk Die feinen Unterschiede (1979). Er war der Meinung, dass der Habitus ebenfalls eine Barriere sein kann. Nach Bourdieu bezeichnet „Habitus“ das gesamte Auftreten einer Person, im Einzelnen also z. B. den Lebensstil, die Sprache, die Kleidung und den Geschmack. Wenn eine Gruppe von Menschen ähnliche Vorlieben aufweist und sich außerdem in ähnlichen sozialen Verhältnissen befindet, beobachtet man gewisse Gemeinsamkeiten. Diese gemeinsamen habituellen Strukturen sind nach Bourdieu für eine bestimmte soziale Klasse typisch. Diese gemeinsamen habituellen Strukturen bezeichnet der Begriff „Klassenhabitus“. Der klassenspezifische Habitus kann durch das Handeln der Menschen, die einer Klasse angehören, rekonstruiert werden. Damit ist das Handeln der Klassenzugehörigen für andere Mitglieder der Gruppe leicht nachvollziehbar und erklärbar. Nach Bourdieu erschweren Unterschiede im Habitus soziale Mobilität. So würden etwa Führungspositionen mit aus dem Großbürgertum stammenden Personen besetzt, da diese anderen Menschen in Führungspositionen vom Habitus her am ähnlichsten sind. Dies sorgt für gemeinsame Gesprächsthemen und gegenseitige Sympathie. Somit seien die Chancen in eine Führungsposition aufzusteigen bei gleicher Qualifikation ungleich verteilt.
Neben dem klassenspezifischen gibt es laut Bourdieu auch einen geschlechtsspezifischen Habitus, wie er in seinem 1998 erstmals erschienenen Buch Die männliche Herrschaft ausführt.

## Chancengleichheit und Sprache
Einige Menschen sind der Meinung, dass zur Chancengleichheit auch eine nicht-diskriminierende Sprache gehöre. So solle man statt von „Behinderten“ von „Menschen mit besonderen Bedürfnissen“ sprechen.
Vom österreichischen Bundesministerium für soziale Sicherheit, Generationen und Konsumentenschutz wurde ein Buch herausgebracht, welches einen emanzipatorischen Sprachgebrauch nahelegt. Es finden sich folgende Beispiele
- „behindertengerecht“: besser „barrierefrei“

(Barrierefreiheit ist für alle Menschen wichtig.)
- „taubstumm“: besser „gehörlos“

(Gehörlos geborene Menschen können sprechen und verstehen sich als Angehörige einer Sprachminderheit (vergleiche dazu: Audismus).)
- „an den Rollstuhl gefesselt sein“: besser „einen Rollstuhl benutzen“

(Ein Rollstuhl bedeutet keine Immobilität.)
Stefan Göthling, Geschäftsführer von „Mensch zuerst“ in Deutschland fordert:

„Ich möchte nicht als „geistig Behinderter“ bezeichnet werden. Das verletzt mich. Dazu hat kein Mensch das Recht.“

Weitere Kritik am Sprachgebrauch kommt aus der Richtung der feministischen Linguistik: Dadurch, dass Frauen in der deutschen Sprache oft nicht mitbezeichnet würden, würden sie auch nicht mitgedacht und letztendlich strukturell diskriminiert. So sei es abzulehnen, dass 99 Lehrerinnen und ein Lehrer als „Lehrer“ bezeichnet würden. Besser sei der Ausdruck „Lehrpersonal“ oder „Lehrerinnen und Lehrer“. Ebenso solle man statt von „Studenten“ von „Studierenden“ sprechen. Daher solle auch der Begriff „Studentenwerk“ durch den Begriff „Studierendenwerk“, der Begriff „Studentenschaft“ durch den Begriff „Studierendenschaft“ ersetzt werden und so weiter. Ebenso wird von feministischer Seite der Gebrauch des Binnen-I empfohlen und dazu geraten, das Wort „man“ zu vermeiden (vgl. auch Geschlechtergerechte Sprache).

## Chancengleichheit im internationalen Bildungssystem
Die Chancengleichheit im internationalen Bildungssystem wird auch durch den Begriff Bildungschance ausgedrückt. Ausführlichere Artikel finden sich dort und unter Bildungsbenachteiligung.

## Chancengleichheit im Schweizer Bildungssystem
Dieser Abschnitt bezieht sich auf die Situation in der Schweiz, bei internationalen Vergleichen sind sämtliche, auch hier nicht aufgeführte Faktoren hinzuzuziehen.
Die Schweiz wirbt seit längerem mit dem Slogan „Chancengleichheit im Schweizer Bildungssystem“. Entgegen dem, was dieser Slogan den bildungswilligen Schweizer Bürgern suggeriert, wurden die Voraussetzungen für den Bezug von Ausbildungsbeiträgen nach Schweizer Bundesrecht in einigen Kantonen sogar erheblich erschwert, jedoch in keinem Schweizer Kanton erleichtert. So verlangen neuerdings einige Schweizer Kantone auf einem Ausbildungsbeitragsgesuch die Unterschrift der Eltern selbst dann, wenn der Bildungswillige das 25. Altersjahr erreicht hat, auch dann, wenn dem Elternteil die elterliche Gewalt entzogen wurde. Konkret sind unverheiratete erwachsene Bildungswillige in der Schweiz ein Leben lang vom steuerbaren Einkommen ihrer Eltern abhängig, selbst dann, wenn die Eltern kein Sorgerecht haben.
Das zugrundeliegende Schweizer Bundesgesetz überträgt die Verantwortung bezüglich Ausbildungsbeiträgen, welche die vom Bund und den Kantonen viel kommunizierte Chancengleichheit sicherstellen soll, auf die Kantone, gewährt diesen also freie Hand.
Fakt ist, dass im Jahr 2010 in der Schweiz selbst über 25-Jährige keinen rechtlichen Anspruch auf Ausbildungsfinanzierung haben, wenn ein (auch geschiedener oder sogar ein nie obhutschaftsberechtigter) Elternteil mehr als das von der Behörde festgelegte Einkommen verdient. Dies deshalb, weil sich die zuständige Behörde nicht dazu äußert, welcher Betrag nach Erreichen des 25. Altersjahres effektiv angerechnet wird. Eltern bildungswilliger Kinder, die in der Schweiz wohnen, sind nicht dazu verpflichtet, diesen eine den Fähigkeiten des Kindes entsprechende Ausbildung zu finanzieren.
Ob die bildungswilligen Schweizer Kinder unter 25 Jahre alt oder älter sind, spielt keine Rolle. Ob es gleiche Chancen hat wie andere Gleichaltrige, erfährt es erst, wenn seine Eltern tot sind, denn erst dann benötigt es die Unterschriften – oder wie die Behörden sagen „Einwilligung“ – seiner Eltern nicht mehr.

## Chancengleichheit im Beruf
Im Berufsleben sind Menschen ebenso von Diskriminierung betroffen wie im Alltag, wenn aufgrund des engen Zusammenlebens nicht sogar noch mehr. Da sich Diskriminierung schlecht auf die Arbeitsmoral auswirkt, innerbetriebliche Reibereien oder sogar Rivalitäten zwischen den ethnischen Gruppen entstehen können, versuchen Unternehmen in einem gewissen Rahmen, Chancengleichheit zu gewährleisten. Ein weiterer Grund für das eigenständige Handeln ist die Möglichkeit, dass durchaus qualifizierte Fachkräfte ausgegrenzt oder ferngehalten werden können oder Betroffene das Unternehmen verklagen (besonders in den USA). 
Dennoch gab es gerade von deutschen Unternehmen starke Vorbehalte und Interventionen gegen das Antidiskriminierungsgesetz. Und zumindest in den Führungsetagen der großen deutschen Konzerne sind kaum Frauen zu finden, noch Menschen mit einer „niedrigeren“ sozialen Herkunft.
Chancengleichheit im Unternehmen betrifft gleichen Lohn für gleiche Arbeit, das Zulassen der Besetzung angesehener Stellen durch Minderheiten und die Beseitigung versteckter Diskriminierung, wie Regelungen, die z. B. durch Präsenzpflichten Frauen mit Kindern gewisse Positionen unmöglich machen. Betriebswirtschaftliche Ansätze zur Schaffung von Chancengleichheit werden unter dem Term Diversity Management zusammengefasst. Obwohl grundsätzlicher Konsens über die Richtigkeit der Chancengleichheit besteht, ist man sich über ihren Grad uneinig.

## Maßnahmen zur Herstellung von Chancengleichheit
Maßnahmen zur Herstellung von Chancengleichheit sind im Sinne der obigen Definition insbesondere jene Maßnahmen, die eine gezielte Benachteiligung bestimmter Gruppen verhindern. Beispielhaft können hierfür das Allgemeine Wahlrecht und Artikel 3 Absatz 3 des Deutschen Grundgesetzes angeführt werden.
Konzepte des Disability Mainstreaming, der Quotierung, des Universal Design und jede Form vom Förderung sind kompensatorischer Art und somit eher dem Begriff der Ergebnisgleichheit oder der Positiven Diskriminierung zuzuordnen, da sie basierend auf normativen Implikationen den deskriptiven Zustand anhand identitätspolitischer Merkmale wie Geschlecht oder Herkunft beeinflussen wollen.

## Kritik an der bildungspolitischen Forderung nach Chancengleichheit
Ralf Dahrendorfs Auffassung, dass „Bildung ein Bürgerrecht“ sei, führt nach Auffassung Helmut Heids zu der Forderung, gleiche Realisierungsbedingungen zu schaffen, etwa so, dass jedes Kind höhere Bildung erwerben „kann“, etwa indem ihm bei „Eignung“ ein Studien-Platz angeboten wird, ohne dass dabei auf seine soziale Herkunft geachtet wird. Die Einlösung des besagten Rechtsanspruchs bleibt nach Heid Angelegenheit des einzelnen Wettbewerbers, der die Chance nutzen und das Bildungsziel durch entsprechende Leistung erreichen kann, wenn er Fähigkeit und Willen mitbringt und sich gegenüber anderen im Streben nach dem seltenen Gut eines überdurchschnittlichen Bildungsabschlusses als relativ überlegen erweist. Die angestrebten höheren Positionen in Bildung und Gesellschaft sind dabei von vorneherein nicht von allen zu erreichen, weil sich ihre Höhe gerade dadurch definiert, dass die Mehrheit nicht an ihnen teilhaben kann.
Heid zufolge charakterisiert Heinz Heckhausen Chancengleichheit dementsprechend als eine „Wettbewerbsformel“: Chancengleichheit sei die Kehrseite des Leistungsprinzips.

„Ein Hundertmeterlauf hat nur Sinn, wenn alle die gleiche Chance haben zu gewinnen und – das ist entscheidend! – wenn nicht alle gleichzeitig ankommen. Kämen alle gleichzeitig an, so wäre das ein „totes“ (also wert- oder sinnloses) Rennen. Die Forderung nach Chancengleichheit ist also ein Indikator nicht nur dafür, daß es Ungleichheit gibt, sondern ein Indikator auch dafür, daß es Ungleichheit geben soll.“

Dazu kommt nach Darstellung Heids, dass die Ausweitung der Chancen auf bisher benachteiligte Bevölkerungskreise die Zahl der begehrten Plätze nicht ohne Weiteres vergrößert. Die Chancengleichheit ändert auch bei optimaler Wahrnehmung der Chancen und sogar bei gleicher Leistung nicht unbedingt etwas an der Zahl der „Gewinner“. Dies lässt sich so erläutern: Auch wenn doppelt so viele Menschen wie bisher an einem 100-Meter-Lauf teilnehmen, gibt es nur einen Gewinner, nicht zwei. Auch bei einer Verdopplung der Laufgeschwindigkeit oder einer Angleichung aller Leistungen nahe dem Maximum ändert sich daran nichts. Die Zahl etwa der Ärzte-Stellen in einer Gesellschaft nimmt mit der Zahl der Medizin Studierenden oder der hochqualifizierten Abschlüsse und Promotionen nicht zu, sie kann sich bei wachsendem Bildungsstand und entsprechendem gesundheitsorientiertem Lebensstil sogar verringern. Nur für den Fall, dass Bildung indirekt zur Entstehung einer höheren Zahl höherer Positionen beitragen könnte, würde dieses Nullsummenspiel in begrenztem Maß durchbrochen.
Heid kommt zu dem Schluss, dass mit der Forderung nach Chancengleichheit „ein sozialstrukturelles Problem in ein scheinbar individuell lösbares Bildungsproblem verwandelt“ werde.
Laut Richard Henry Tawney begrenzt das System der Chancengleichheit in der Bildung die Anspruchshaltung der Beteiligten. Jeder sehe die Wahrnehmung seiner Chancen als persönliche Kalkulation bzw. Risikoabwägung. Keine Leistung begründe Ansprüche für die soziale Karriere. Angebot und Nachfrage regele die soziale Wertigkeit der erreichten Bildungsabschlüsse und Qualifikationen. Wer das Risiko langer Ausbildung scheue (z. B. vermögenslose Arbeiterkinder) würde sich, so Tawney, „gern“ mit weniger begnügen. Wer sich dank besserer sozialer Absicherung durch die Familie längere Bildung sowieso leiste, würde auch leichter das spätere Risiko eines entwerteten Abschlusses hinnehmen. Man könne insofern die Gewährung von Chancengleichheit als Einladung an ungebetene Gäste betrachten, die durch die Umstände von der Wahrnehmung der Einladung auch wieder Abstand nähmen. Das Bildungsparadox sei laut Helmut Heid also gar nicht paradox, sondern die reale Verlaufsform der Herstellung von Chancengleichheit, was deren gesellschaftliche Zwecksetzungen und Wirkungen unterstelle. Heid ist ferner der Ansicht: „Chancengleichheit ist weder eine Utopie noch eine Illusion. Die abstrakte Verwirklichung von Chancengleichheit im Bildungswesen oder durch das Bildungswesen ist nichts anderes als die Legitimation (oder Verschleierung) der Regeln und Verfahren, nach denen Menschen tatsächlich in Güteklassen eingeteilt werden. Mit diesen Regeln und Verfahren werden nicht nur bereits erörterte Prämissen, Zwecke und Konsequenzen, sondern auch die Kriterien anerkannt, hinsichtlich derer Erfolg versus Misserfolg (häufig völlig fraglos) jeweils definiert sind.“